# ساعد باقری
ساعد باقری (زادهٔ ۱۳ شهریور ۱۳۳۹ در نازی‌آباد تهران)، مبارز ایرانی معاصر، شاعر، مجری رادیو و تلویزیون و سرایندهٔ سرود ملی جمهوری اسلامی ایران است.

## زندگی
ساعد باقری در سال ۱۳۳۹ در محله نازی‌آباد تهران متولد شد. در سال ۱۳۶۱ به جلسات شعر حوزه هنری وارد شد و در سال ۱۳۶۲ همکاری خود را با رادیو آغاز کرد و نویسندهٔ برنامهٔ رادیویی راه شب شد و همزمان به سرودن شعر نیز پرداخت. در سال ۱۳۶۳ مجموعهٔ شعر «نجوای جنون» را چاپ کرد. او در سال ۱۳۶۸ مدیریت گروه کودک و نوجوان رادیو را به عهده داشت و هم‌زمان به عرصهٔ ترانه‌سرایی نیز وارد شد. در سال ۱۳۷۱ کتاب «شعر امروز» را با موضوع تحولات قالب‌های شعری طی سال‌های ۱۳۵۷ تا ۱۳۷۰ همراه با محمدرضا محمدی نیکو چاپ کرد. در سال ۱۳۷۲ با پخش برنامه ۱۲۰ قسمتی «تماشاگه راز» با موضوع تحقیق و پژوهش در سبک هندی از شبکه دوم سیما مطرح شد. او طی سال‌های ۱۳۷۲ تا ۱۳۷۴ مدیریت ادارهٔ کل موسیقی و سرود صداوسیما را به عهده گرفت. او در سال ۱۳۸۳ مجدداً با عنوان رئیس شورای شعر و عضو شورای عالی شعر وارد مرکز موسیقی و سرود صداوسیما شد. کتاب «مدیر باش، رئیس» آخرین اثر منتشرشده از ساعد باقری است که در اسفند ماه سال ۱۳۹۴ رونمایی شد.
بسیاری از اشعار او در تولید آلبوم خوانندگان مطرح کشور چون عبدالحسین مختاباد، علیرضا افتخاری، حسام‌الدین سراج و محمد اصفهانی مورد استفاده قرار گرفته‌است.

## دیدگاه‌ها
باقری از جمله هنرمندان طرفدار میرحسین موسوی در انتخابات سال ۱۳۸۸ بود و همچنین از نامزدی حسن روحانی در انتخابات ریاست جمهوری ۱۳۹۲ حمایت علنی کرد.

## آثار
- نجوای جنون (مجموعه شعر، سال ۱۳۶۳)
- شعر امروز (با موضوع تحولات قالب‌های شعری، سال ۱۳۷۱)
- مدیرباش، رئیس (سال ۱۳۹۴)